# Biodiversidad de España

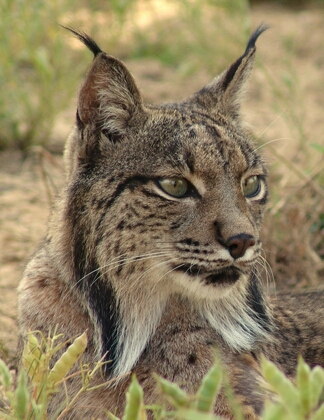
Lince ibérico (Lynx pardinus)

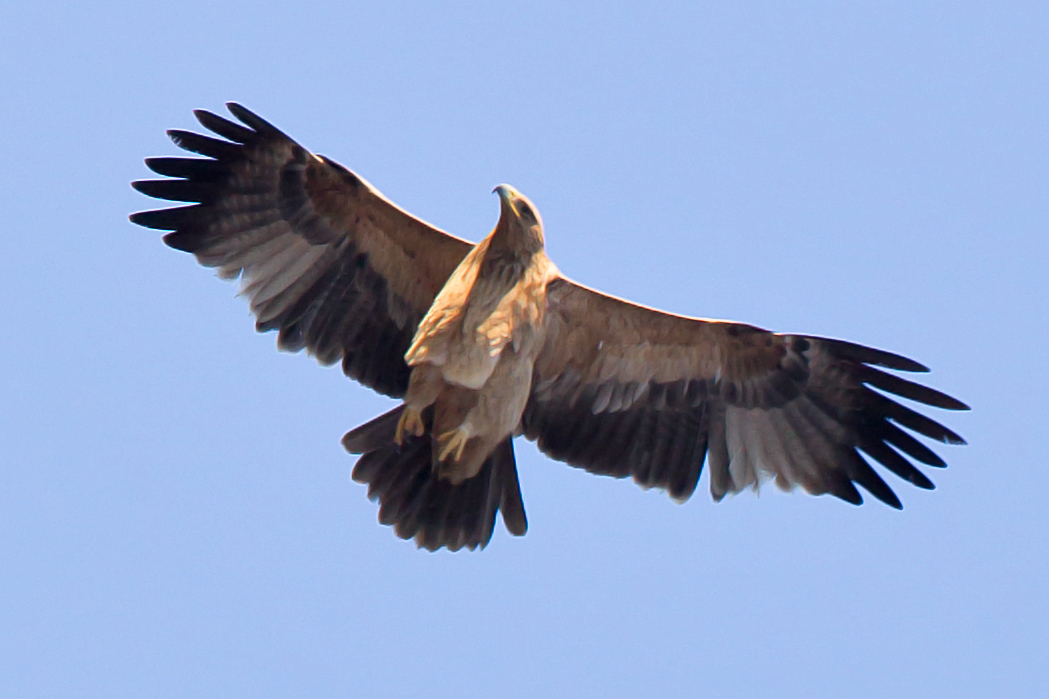
Águila imperial ibérica (Aquila adalberti)

En el conjunto del continente europeo, la biodiversidad de España es de las más altas. Existen datos comparativos para distintos seres vivos, pero el país alberga el mayor número de especies de vertebrados (570 especies) y de plantas vasculares (7600) de todos los países europeos. Se estima que alrededor de 85 000 especies de seres vivos, entre animales y vegetales, se encuentran en el territorio español; y aproximadamente el 30% de los endemismos europeos se dan en España.
Esta gran biodiversidad se debe a su especial ubicación, tanto de la península ibérica como del archipiélago canario, y al aislamiento y comunicación de estos territorios a lo largo de la historia, por estar en el confín de la región Paleártica. En los últimos 20 millones de años ha pasado de ser un área aislada, tanto de África como del resto de Europa, a sufrir la colonización de organismos europeos y centroasiáticos desde hace 16 millones de años y de África desde hace 6 millones de años. Debido a ello, tanto la península ibérica como el archipiélago canario han conseguido mantener algunos elementos de la antigua flora y fauna subtropical y añadiéndose especies de origen europeo y centroasiático, refugiadas como consecuencia de las oscilaciones climáticas del último millón de años. 
España constituye así un territorio favorecido dentro del mundo templado por estar en la encrucijada entre África y Europa. La existencia de cadenas montañosas de orientación longitudinal como consecuencia del choque de las placas euroasiática y africana, han permitido la existencia de múltiples refugios glaciales. Todos estos factores han facilitado la coexistencia de gran número de especies con orígenes e historias evolutivas diferentes. También el aislamiento ha conllevado la producción de nuevas especies. 
Así, la península ibérica ha actuado como reservorio de la diversidad genética para un buen número de organismos animales y vegetales. La gran riqueza en número de especies y el alto grado de endemicidad es consecuencia de la incapacidad de algunas de estas especies refugiadas para recolonizar los territorios europeos.
Datos sobre la situación de las especies amenazadas y el aumento de las especies incluidas en el Catálogo Nacional de Especies Amenazadas constituyen una prueba de que se están aplicando mejores medidas de protección pero también evidencian el aumento del riesgo de extinción de algunas especies.
La pérdida, degradación y fragmentación del hábitat, la desaparición de usos ganaderos y agrícolas tradicionales, la pesca abusiva, la urbanización descontrolada, el crecimiento de infraestructuras, la degradación del suelo, la emisión de contaminantes al medio y el uso desmedido de los recursos hídricos son los principales factores que ponen en peligro la conservación de la biodiversidad. A esta amenaza por falta de planificación se unen factores externos globales como el cambio climático y la invasión de especies exóticas.